# Jónína Leósdóttir
Jónína Leósdóttir (Reikiavik, 16 de mayo de 1954) es una periodista y dramaturga islandesa.

## Trayectoria
Es licenciada en inglés y literatura por la Universidad de Islandia, y ha trabajado en la Universidad de Essex. Es autora de una docena de obras de teatro, once novelas, dos biografías y una colección de artículos que escribió originalmente para una revista femenina. Sus libros se han traducido a varios idiomas. Escribió su primer libro, Sundur og saman (De ida y vuelta) en 1993, y trata sobre una niña cuyos padres se divorcian. Ahora ha escrito un libro sobre su relación con la ex primera ministra.

### Vida personal
Leósdóttir está casada con la ex primera ministra islandesa Jóhanna Sigurðardóttir, que fue la primera jefa de gobierno abiertamente lesbiana de la historia moderna. Fue una de las primeras parejas del mismo sexo en Islandia en casarse (en 2010, poco después de que la ley entrara en vigor, y mientras Jóhanna estaba en el cargo). Y, hasta 2015, Jónína fue la única persona que había sido el cónyuge del mismo sexo de un jefe de gobierno en funciones (el belga Elio Di Rupo nunca ha estado casado, mientras que el luxemburgués Xavier Bettel no pudo casarse legalmente hasta el 1 de enero de 2015). La pareja se conoció en 1983.